# Ack, hjärtans ve
Ack, hjärtans ve är en tysk psalm O traurigkeit, o Herzeleid. Första versen har ursprung i en katolsk passionssång från 1628 av Friedrich Spee von Langenfeld och verserna 2-12 av den tyske protestantiske psalmförfattaren Johannes Rist från 1641. Psalmen översattes av Haquin Spegel 1686. Psalmen har 12 verser i den svenska versionen.
Psalmens inledningsord år 1695 är:
Ach hiertans wee! at jagh skal see
Gudz egen Son försmädas
Melodin är hämtad ur New Mayntzisch Gesangbuch från 1628.
|  |
|  |

## Publicerad i
- 1695 års psalmbok som nr 154 under rubriken "Om Christi pino och dödh".
- 1819 års psalmbok som nr 98 under rubriken "Jesu lidande, död och begravning: Jesu begravning".
- 1937 års psalmbok som nr 98 under rubriken "Passionstiden".
- Finlandssvenska psalmboken 1986 som nr 64 under rubriken "Fastetiden".